# Marianka (powiat piaseczyński)
Marianka – wieś sołecka w Polsce, położona w województwie mazowieckim, w powiecie piaseczyńskim, w gminie Tarczyn.
| SIMC    | Nazwa | Rodzaj    |
| ------- | ----- | --------- |
| 0009136 | Duki  | część wsi |

W latach 1975–1998 miejscowość należała administracyjnie do województwa warszawskiego.